# NGC 6174
NGC 6174 is een niet-bestaand object in het sterrenbeeld Hercules. Het hemelobject werd op 26 maart 1849 ontdekt door Johnstone Stoney, assistent van de Ierse astronoom William Parsons.